# Scott Franklin (político)
Scott Franklin (Thomaston, 23 de agosto de 1964) é um político e empresário norte-americano e membro Câmara dos Representantes dos Estados Unidos pelo 15º distrito congressional da Flórida.